# Dicaelotus erythrostoma
Dicaelotus erythrostoma là một loài tò vò trong họ Ichneumonidae.